# Izquierda Ecología Libertad

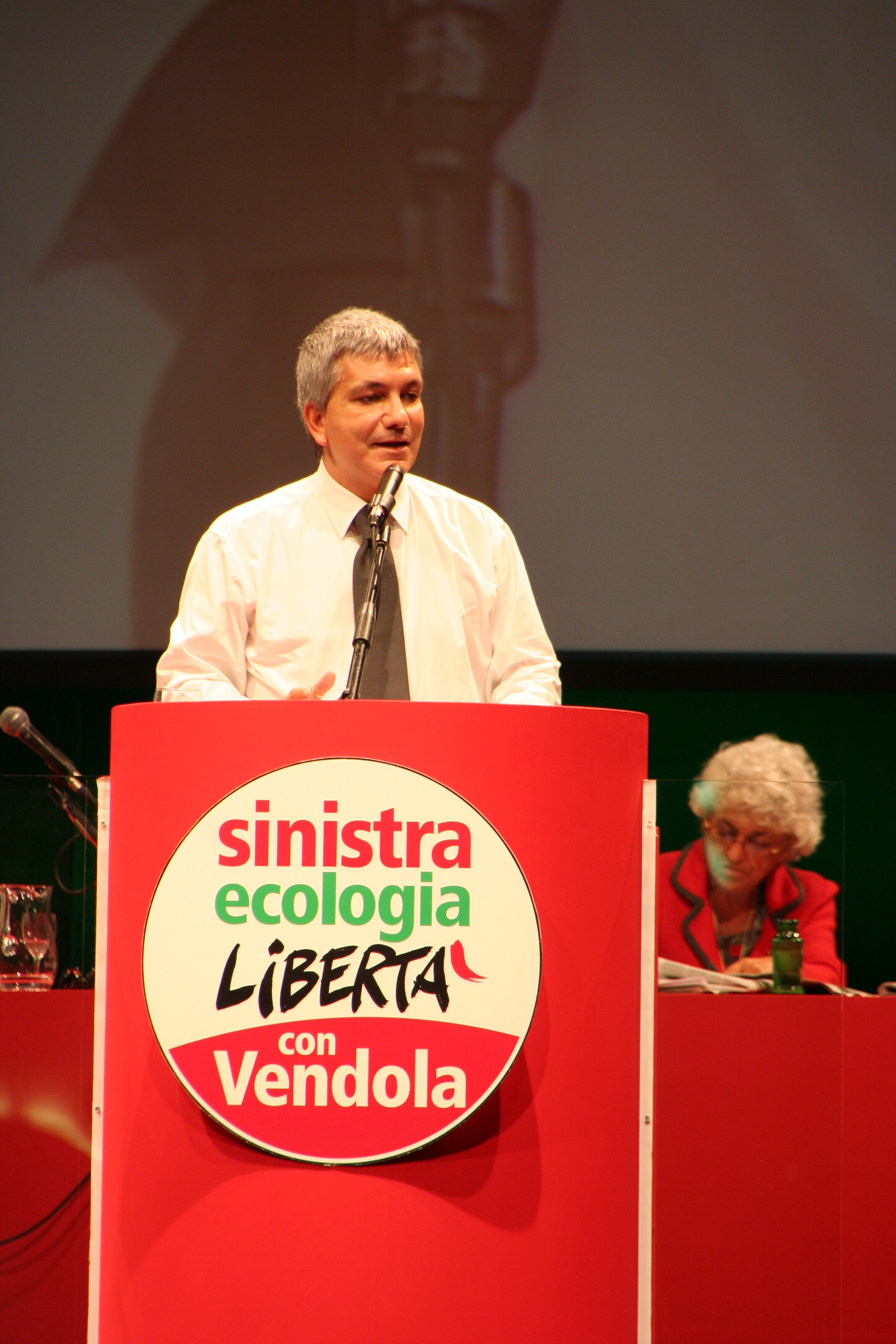
Nichi Vendola en el primer congreso de SEL. Florencia, octubre de 2010.

Izquierda Ecología Libertad (en italiano: Sinistra Ecologia Libertà, abreviado SEL) fue un partido político italiano de izquierdas. Fue fundado el 20 de diciembre de 2009 y se disolvió el 17 de diciembre de 2016, para participar en la fase constituyente de Izquierda Italiana.

## Historia
El partido era el heredero de la coalición "Izquierda y Libertad" (Sinistra e Libertà, abreviado SL), creada de cara a las elecciones al Parlamento Europeo de 2009 y compuesta por:
- Movimiento por la Izquierda;
- Partido Socialista Italiano;
- Federación de los Verdes;
- Izquierda Democrática;
- Unir la Izquierda.

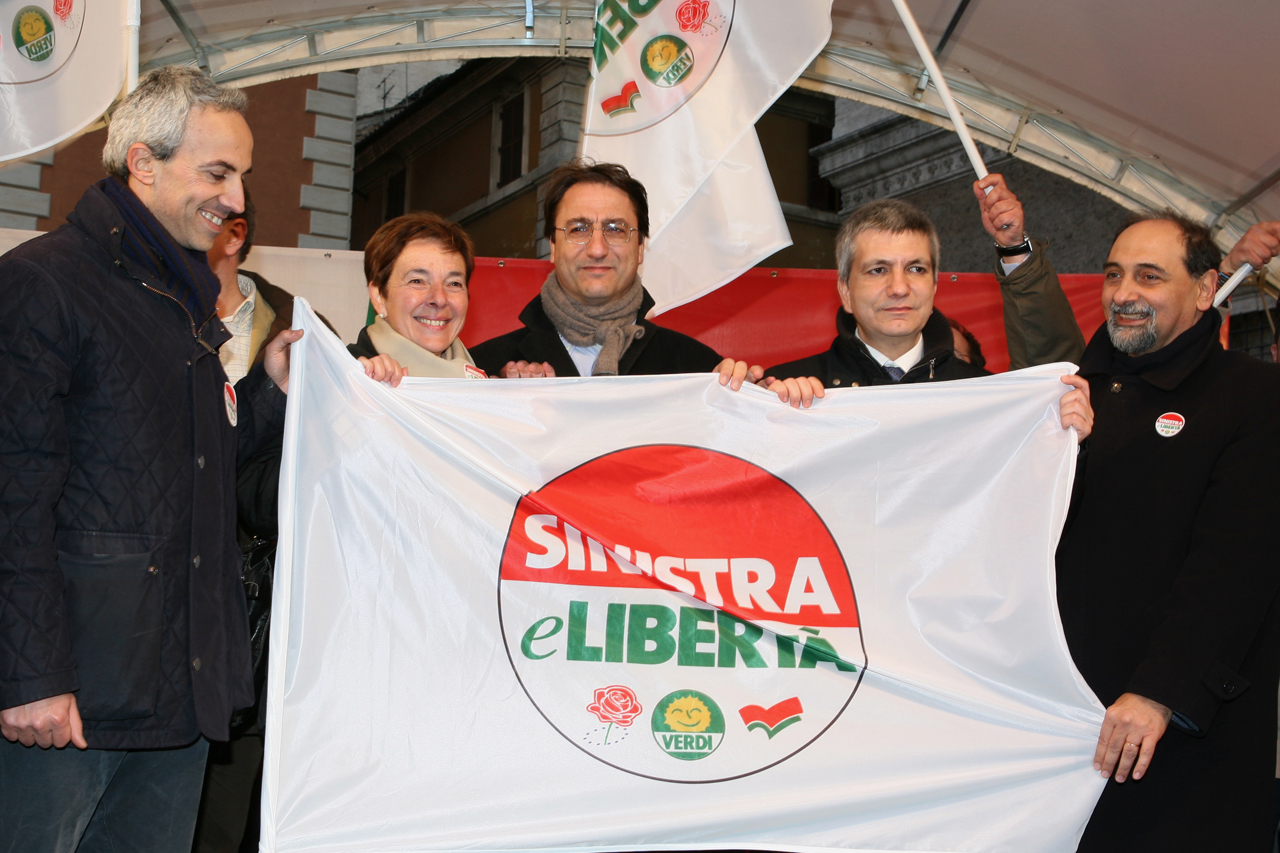
Marco di Lello, Grazia Francescato, Claudio Fava, Nichi Vendola y Umberto Guidoni con la bandera de la coalición Izquierda y Libertad (SL). Roma, marzo de 2009.

La alianza se formó con el fin de superar el umbral del 4 % establecido por la nueva ley electoral en febrero de 2009. Hasta junio de 2009, SL estaba representada en el Parlamento Europeo por 13 diputados obtenidos por los partidos de la coalición en las anteriores elecciones (4 Izquierda Democrática, 4 del Partido Socialista, 2 de Los Verdes, 2 Movimiento por la Izquierda y 1 de Unir la Izquierda), pero no logró pasar el umbral del 4 % en 2009, y perdió todos estos escaños. A pesar del resultado, los líderes de la alianza decidió que la coalición debía unirse en un solo partido. 
En octubre de 2009, durante un congreso del partido, los Verdes eligieron un nuevo líder del partido, Angelo Bonelli, y abandonó el proceso de convergencia. Sin embargo, Grazia Francescato y su facción decidieron crear la Asociación Ecologistas manteniendo su apoyo a SL y abandonando Los Verdes. Un sector del Partido Socialista también se opuso a la fusión y creó Socialistas Unidos. Finalmente en noviembre de 2009 la totalidad del Partido Socialista rechazó la fusión, manteniendo su autonomía y abandonando SL, manteniéndose únicamente una pequeña minoría del PS en SL, Socialismo e Izquierda. En diciembre se materializó la unión, siendo elegido Nichi Vendola como portavoz; sin embargo su congreso fundacional no se celebró hasta octubre de 2010.
Se ha presentado desde entonces en coalición con el Partido Socialista en diversas ocasiones, obteniendo buenos resultados electorales en Italia central y meridional; en Apulia Vendola fue reelegido Presidente de la Región con 9,7 % de votos para SEL, su mejor resultado electoral. El 30 de mayo de 2011 Massimo Zedda, miembro de SEL, fue elegido alcalde de Cagliari, mientras que Giuliano Pisapia, independiente cercano al SEL, fue elegido alcalde de Milán. El 21 de mayo de 2012 Marco Doria, independiente cercano a SEL, fue elegido alcalde de Génova.

Logo de Izquierda Italiana, partido donde SEL confluyó el 19 de febrero de 2017 tras su disolución, sucedida el 17 de diciembre de 2016.

En las Elecciones Generales de 2013 SEL estaba en la coalición "Italia. Bien Común" con Partido Democrático, Partido Socialista Italiano, Centro Democrático, PATT y SVP. La coalición fue la primera y ganó la mayoría absoluta en la Cámara de los Diputados pero no en el Senado de la República. Por esta razón, la coalición intentó a formar el gobierno con el nuevo Movimento 5 Estrellas sin tener éxito, y el PD formó un Gobierno con Presidente del Consejo de Ministros Enrico Letta con los partidos centroderechistas Pueblo de la Libertad, Unión de Centro, Futuro y Libertad y Elección Cívica. SEL fue en la oposición parlamentaria al Gobierno Letta y actualmente es en la oposición al Gobierno de Matteo Renzi. SEL tiene 24 diputados, 5 senadores y la Presidenta de la Cámara de los Diputados Laura Boldrini.
SEL apoyó en las Elecciones Europeas de 2014 la candidatura a Presidente de la Comisión Europea de Alexis Tsipras (SYRIZA - Grecia), y formó una lista con otros partidos de la izquierda italiana, La Otra Europa con Tsipras (L'Altra Europa con Tsipras) conectada con los partidos de la Izquierda Europea. La lista he obtenido el 4,03 % de los votos y 3 escaños en el Parlamento Europeo.
El partido se disolvió el 17 de diciembre de 2016 para participar en la fase constituyente de Izquierda Italiana (SI), nacido en noviembre de 2015 como grupo parlamentario que asumía todos los diputados y senadores de SEL y algunos salidos del Partido Democrático y del Movimiento 5 Estrellas. Izquierda Italiana fue fundado formalmente como partido el 19 de febrero de 2017.